# Quartet de corda núm. 20 (Mozart)
El Quartet de corda núm. 20 en re major, K. 499, és una composició de Wolfgang Amadeus Mozart acabada el 1786 a Viena. Fou publicat pel seu amic Franz Anton Hoffmeister. A causa d'això, el quartet va prendre el sobrenom de Quartet «Hoffmeister». És, al costat del Quartet de corda núm. 1, l'únic dels quartets de corda de Mozart que no pertany a una sèrie o a un subconjunt de quartets determinat.
Consta de quatre moviments :
1. Allegretto, en re major.
2. Menuetto: Allegretto i Trio (aquest últim en re menor).
3. Adagio, en sol major.
4. Allegro, en re major.

Aquesta obra, escrita entre els Quartets dedicats a Haydn (1782-1785) i els tres següents Quartets prussians (1789-1790), previstos per a ser dedicats al rei Frederic Guillem II de Prússia (la primera edició no porta cap dedicatòria), sovint, és polifònic d'una manera que no és habitual en la primera fase del període clàssic. El Menuetto i el seu Trio són uns bons exemples d'això; hi ha una espècie de cànon breu i irregular que es dona entre el primer violí i la viola en la segona meitat de la part principal del minuet. També hi ha unes imitacions dobles (entre els violins, i entre la viola i el violoncel) en el trio.